# ...Seven Tears
...Seven Tears – trzeci album niemieckiej grupy Scream Silence, wydany 25 kwietnia 2003 roku.

## Lista utworów
1. „Somewhere” – 4:55
2. „Timid Try” – 3:44
3. „Eternal Exile” – 3:27
4. „Breathless” – 4:40
5. „The Pretender” – 3:52
6. „Morphosis” – 3:36
7. „Ebony Sun” – 5:00
8. „Consolation” – 3:18
9. „Asylum” – 4:08
10. „Seven Tears” – 7:09